# Megan Delehanty
Megan Delehanty   (Edmonton, 24 de març de 1968) és una exremadora canadenca que va competir durant les dècades de 1980 i 1990.
El 1992 va prendre part en els Jocs Olímpics de Barcelona, on guanyà la medalla d'or en la prova del vuit amb timoner del programa de rem. En el seu palmarès també destaca una medalla d'or al Campionat del món de rem.